# くるーず〜CRUiSE!
くるーず〜CRUiSE! (くるーず)は2016年4月から2023年4月までの間、活躍した日本の女性アイドルグループ。
客船をコンセプトとし、福岡県を中心に活動した。
妹ユニット『こんぱす。Compass』と研修生ユニット『C.C.C Project』を併せ、3組からなる『くるーずグループ』を呼称する。

## 概要
2016年4月、福岡県天神ビブレにあったビブレホールにて初お披露目。初出航 (主催公演)は翌日西新商店街にあるMONOGRAMで開催された『Party Cruise vol.1〜CRUiSE!&Soror❤ベイビ→ズ』であった。
初期メンバーは、福岡県の芸能事務所であるオフィスノアールに所属するモデルで構成された期間限定アイドルグループ『ヒペリカム』の元メンバーである。アイドルを志したメンバーがマネージャーと共に当時の事務所を離れる形で結成された。
ライブを一つの客船、クルージングと位置づけ、ライブを行っている。メンバーは乗務員としてそれぞれ役割を持っており、ライブの開演・終演はそれぞれ出港・帰港と称する。また、ファンを乗船客と呼称する。
2016年にU.M.U AWARD 2016で全国3位。2017年にTOKYO IDOL FESTIVALにNext Girls 2017として出演した。2018年にはU.M.U AWARD 2018でVDC Magazine賞、審査員賞を受賞した。2019年には横浜アリーナで開催された@JAM EXPO 2019に出演、2021年に@JAM EXPO 2020-2021に出演している。
妹ユニットとして『こんぱす。Compass』、研修生ユニットとして『C.C.C Project』があり、過去には研修生グループ『くるーず〜Apprentice』、姉妹グループ『あいももここな's』『Cotton♡Candy』『C-FresH』があった。
2023年4月16日のSHOWROOM配信をもって、現体制を終了（事実上解散）した。

## メンバー
※2023年4月16日現体制終了時点の最終メンバー
| 名前                      | 愛称     | 誕生日                 | カラー | 役職           | 血液型 | 出身地       | 備考 |
| ------------------------- | -------- | ---------------------- | ------ | -------------- | ------ | ------------ | --- |
| 青井 海優 あおい みゆう   | みゆう   | 1998年10月19日（26歳） | 青     | 二等航海士     | B型    | 福岡県       | 初期メンバー。元ヒペリカム。2016年11月までStereo Fukuokaを兼任。 Copainneこぱんぬを参照。 |
| 赤星 那奈 あかほし なな   | なな     | 2002年10月7日（22歳）  | 赤     | 通信士         | A型    | 福岡県福岡市 | 初期メンバー。元ヒペリカム。2016年6月までSoror♡ベイビ→ズを兼任。 |
| 殿川 遥加 とのかわ はるか | はるごん | 2002年1月17日（23歳）  | 黄色   | 機関士 →狙撃手 | AB型   | 長崎県壱岐市 | 初期メンバー。元ヒペリカム。2016年11月までStereo Fukuokaを兼任。 現体制終了後は、オフィスカメリア所属タレントとしてソロ活動の傍ら、こんぱす。Compass にダンス指導、稀にサポートメンバーとして出演する。 |

### 過去の所属メンバー

#### くるーず〜CRUiSE!
| 名前                        | 愛称       | 誕生日                 | カラー   | 役職               | 血液型 | 出身地       | 備考 |
| --------------------------- | ---------- | ---------------------- | -------- | ------------------ | ------ | ------------ | --- |
| 仲村 星虹 なかむら てぃな   |            | 2004年2月16日（21歳）  |          | マリンアテンダント |        |              | 2016年4月から6月までSoror♡ベイビ→ズより兼任。後にディスカバリー・ネクスト所属。 |
| 佐々木 えりな ささき えりな | ささき     | 1999年1月8日（26歳）   | ピンク   | 調理員             |        |              | 初期メンバー。元ヒペリカム。 2016年12月28日卒業。 後にREBIRTH↗、トキヲイキル（サポートメンバー）の柏木優茉。 |
| 城木 怜美 しろき れみ       | れいにゃん | 1999年8月12日（26歳）  | 白       | 三等航海士         |        | 福岡県福岡市 | 初期メンバー。元ヒペリカム。2017年7月卒業。 |
| 大塚 みなみ おおつか みなみ | みなみ     | 2004年10月23日（20歳） | オレンジ | 実習生             |        |              | 元すっぴんCOMACHI。すっぴんCOMACHIとしてくるーず〜CRUiSE!定期公演のオープニングアクトを定常的に務めたのち、すっぴんCOMACHIが活動休止した2018年3月よりくるーず〜CRUiSE!として活動。くるーず〜Apprentice、あいみなここな's、としても活動し2019年12月卒業。卒業後はThanksgivingの大塚光陽子、かげつのみなみむぎ を経て、SHOWTIME撃嬢の大塚光陽子。 |
| 夏野 大空 なつの そら       | そらつん   | 1999年7月30日（26歳）  | 空色     | 機関長 →船長       | O型    | 福岡県       | 初期メンバー。元ヒペリカム。PROJECT SORA名義でソロ活動をした。 2021年3月卒業。 |
| 小桜 あい菜 こざくら あいな | あいちゃん | 2005年12月16日（19歳） | 緑       | 実習生             |        |              | 元青SHUN学園。2016年11月から2018年7月までくるーず〜CRUiSE!として活動し、一度卒業。 2019年4月くるーず〜CRUiSE!に実習生として再加入し、くるーず〜Apprentice、あいみなここな's、あいももここな's、Cotton♡Candyでの活動を経て、2021年9月12日に活動辞退。 後にAQUAPLANETの塩崎あいな。                                                               |
| 藍崎 ゆきね あいざき ゆきね | ゆっぴー   | 1999年10月13日（25歳） | 紫       | 一等航海士         | B型    | 福岡県       | 初期メンバー。元ヒペリカム。2021年12月卒業。2019年1月から2019年12月まで浅草RainboWブリッジ福岡を兼任した。くるーず〜CRUiSE!の一部楽曲の振付を担当した。Cotton♡CandyのMV監督を担当した。 |
| 下川 ここな しもかわ ここな | ここちゃん | 2005年10月17日（19歳） | オレンジ | 実習生候補生       |        |              | 元ignition↑のここな。ignition↑が解散した2019年7月、くるーず〜Apprenticeに移籍加入。あいみなここな's、あいももここな's、Cotton♡Candyでの活動を経て、2021年9月くるーず実習生候補生に。 2022年1月に所属解消。後にLitVの泉ここな。 |

#### くるーず〜Apprentice
くるーず〜CRUiSE!の実習生、候補生で結成され、主にくるーずの楽曲を披露した。
2019年7月に福岡市のライブハウスINSAで単独ライブを行うなど、福岡県を中心に単体のグループとしても活動した。
あいももここな's結成に伴い所属者が0名となった。
| 名前                        | 愛称                     | 備考                                                                                        |
| --------------------------- | ------------------------ | ------------------------------------------------------------------------------------------- |
| 大塚 みなみ おおつか みなみ | 過去の所属メンバーを参照 | 過去の所属メンバーを参照                                                                    |
| 大原 せれな おおはら せれな | せれなっちょ             | 2019年1月から浅草RainboWブリッジ福岡と兼任した。2019年8月脱退。                             |
| 福田 桃子 ふくだ ももこ     |                          | 2019年1月から浅草RainboWブリッジ福岡と兼任した。あいももここな'sとして活動し2020年4月卒業。 |
| 影山 光 かげやま こう       |                          | 2019年1月から浅草RainboWブリッジ福岡と兼任した。                                            |
| 下川 ここな しもかわ ここな | 過去の所属メンバーを参照 | 過去の所属メンバーを参照                                                                    |
| 小桜 あい菜 こざくら あいな | 過去の所属メンバーを参照 | 過去の所属メンバーを参照                                                                    |

#### くるーず実習生候補生
くるーず〜CRUiSE!の研究生、見習い的な位置づけととして、実習生、ならびに、更にその下部として、実習生候補生という役職（肩書）を設けていた。くるーずの正規メンバーを目指すメンバーという位置づけだが、くるーずの一員としてライブ出演している。
給与・待遇に差があったかは不明である。
くるーず〜Apprenticeの全員、こんぱす。Compass の数名が、実習生候補生として公式ブログ等に書かれている。以下では、他のユニットでの出演経験が無く、実習生候補生として卒業・辞退したメンバーに絞って紹介する。
| 名前                      | 備考                                             |
| ------------------------- | ------------------------------------------------ |
| 平野 りょう ひらの りょう | 2018年7月加入、8月家庭の事情（転居）により辞退。 |

## くるーずグループ

### 概要
2020年4月に結成された研修生ユニット『C.C.C Project』と2022年2月に結成されたくるーず〜CRUiSE!の妹ユニット『こんぱす。Compass』にくるーず〜CRUiSE!を併せた3組を『くるーずグループ』と称し活動している。
また、2023年11月に、くるーずグループOG（タレントチーム）で『Copainneこぱんぬ』が結成された。

### こんぱす。Compass
2022年2月23日、C.C.C Project2期生のメンバーで結成される。
メンバーが、くるーずのサポートメンバーとして出演することも多々あった。
中・大規模の対バンライブ等にくるーず名義で出演する場合、自己紹介で「くるーず実習生候補生の…」と名乗ることもあった。

#### メンバー
| 名前                            | 愛称         | 誕生日                 | カラー | 備考                                                                                             |
| ------------------------------- | ------------ | ---------------------- | ------ | ------------------------------------------------------------------------------------------------ |
| 華山 じゅりあ はなやま じゅりあ | じゅりあんぬ | 2002年8月28日（22歳）  | 赤     | 初期メンバー。C-FresHを経てC.C.C Project2期生。 2023年6月 担当カラー青→赤に変更。                |
| 一ノ瀬 あお いちのせ あお       | あおち       | 2006年1月16日（19歳）  | 青     | C.C.C Project3期生。 2022年11月03 日昇格加入。 2024年12月から、るみな☆るーもすを兼任。           |
| 鈴心 かりん すずみ かりん       | りんりん     | 2005年11月11日（19歳） | 黃緑   | C.C.C Project3期生。 2023年08月14 日昇格加入。                                                   |
| 江藤 あいら えとう あいら       | あいたん     | 2009年1月4日（16歳）   | 水色   | C.C.C Project4期生。 2023年09月14 日昇格加入。 C.C.C Projectには、2023年10月加入、22日お披露目。 |

#### こんぱす。Compass実習生
こんぱす。Compassの正規メンバーを目指すメンバーという位置づけ。こんぱす。Compassの一員としてライブ出演する。
| 名前                      | 愛称     | 誕生日               | カラー   | 備考                                                                           |
| ------------------------- | -------- | -------------------- | -------- | ------------------------------------------------------------------------------ |
| 有栖 らいら ありす らいら | らいらい | 2007年7月2日（18歳） | オレンジ | C.C.C Project4期生。 2023年09月14 日昇格。 C.C.C Projectには、2023年12月加入。 |

#### 過去の所属メンバー
| 名前                        | 愛称                     | 誕生日                   | カラー   | 備考 |
| --------------------------- | ------------------------ | ------------------------ | -------- | --- |
| 御咲 ひなた みさき ひなた   | Copainneこぱんぬを参照。 | Copainneこぱんぬを参照。 | 黄色     | 初期メンバー。 2022年3月活動終了。 |
| 椎野 ろく しいの ろく       | Copainneこぱんぬを参照。 | Copainneこぱんぬを参照。 | 赤       | 初期メンバー。 2022年7月、学業専念を理由に卒業。 |
| 池田 あゆあ いけだ あゆあ   | あーちゃん               | 2006年9月11日（18歳）    | 紫       | プリモエンターテイメント所属。業務提携により2022年9月に加入。ミスマガジン2022ベスト16。2023年8月4日 Ayuaから改名。2023年9月25日発売の集英社『週刊プレイボーイ41号』にグラビア掲載。 2023年12月31日、学業専念のため提携終了し卒業。 |
| 近藤 美舞 こんどう みそら   | みーちゃん               | 2008年2月19日（17歳）    | 水色     | 初期メンバー。C-FresHを経てC.C.C Project2期生。元マーブルエンジェル。 2023年10月11日より活動休止し、2024年2月1日にプリモエンターテイメントへ移籍、月乃海空。                                                                       |
| 朝森 なおこ あさもり なおこ | なおちゃん               | 2000年4月2日（25歳）     | 緑       | 初期メンバー。C.C.C Project2期生。 2022年12月13日より休養中。 |
| 有坂 ゆめ ありさか ゆめ     | ゆめちゃん               | 2007年4月10日（18歳）    | オレンジ | 初期メンバー。C.C.C Project2期生。 2024年1月10日より活動休止。 |

### C.C.C Project
くるーずグループのアイドルを目指す期間限定プロジェクトとして結成された。くるーずグループの実習生ユニットとして機能している。
第1期は2020年4月から11月にかけて活動し、C-FresHを結成・昇格した。
第2期は2021年10月から活動し、2022年2月に全員でこんぱす。Compassを結成・昇格した。
第3期は2022年6月から活動し、順次こんぱす。Compassに昇格した。
第4期は2023年1月から活動し、2024年9月14日の進級式で、Cobalt Story、こんぱす。Compassへそれぞれ昇格した。
第5期は2024年9月から活動している。

#### メンバー
| 加入期 | 名前                        | 愛称                    | 誕生日                  | カラー                  | 備考                                                                           |
| ------ | --------------------------- | ----------------------- | ----------------------- | ----------------------- | ------------------------------------------------------------------------------ |
| 4期生  | 江藤 あいら えとう あいら   | こんぱす。Compassを参照 | こんぱす。Compassを参照 | こんぱす。Compassを参照 | こんぱす。Compassを参照                                                        |
| 4期生  | 有栖 らいら ありす らいら   | こんぱす。Compassを参照 | こんぱす。Compassを参照 | こんぱす。Compassを参照 | こんぱす。Compassを参照                                                        |
| 4期生  | 高地 玲衣 たかち れい       | れいちゃん              | 2009年6月20日（16歳）   |                         | 2024年2月加入。                                                                |
| 4期生  | 桜苺 みるく さくらい みるく | みるく                  | 2002年9月15日（22歳）   |                         | 2024年4月加入。2024年8月18日から学業優先（大学編入試験受験）のため活動休止中。 |
| 4期生  | 矢吹 祐菜 やぶき ゆな       |                         | 2003年8月16日（21歳）   |                         | 2024年4月加入。                                                                |

#### 過去の所属メンバー
| 加入期 | 名前                            | 備考                                                  |
| ------ | ------------------------------- | ----------------------------------------------------- |
| 1期生  | 白川 夢 しらかわ ゆめ           | C-FresHを参照                                         |
| 1期生  | 文月 にな ふみづき にな         | 辞退時期不明                                          |
| 1期生  | 萩野 萌衣 はぎの もい           | 辞退時期不明                                          |
| 2期生  | 御咲 ひなた みさき ひなた       | Copainneこぱんぬを参照                                |
| 2期生  | 椎野 ろく しいの ろく           | Copainneこぱんぬを参照                                |
| 2期生  | 華山 じゅりあ はなやま じゅりあ | C-FresHから加入。 こんぱす。Compassを参照             |
| 2期生  | 近藤 美舞 こんどう みそら       | C-FresHから加入。 こんぱす。Compassを参照             |
| 2期生  | 有坂 ゆめ ありさか ゆめ         | こんぱす。Compassを参照                               |
| 2期生  | 朝森 なおこ あさもり なおこ     | こんぱす。Compassを参照                               |
| 3期生  | 一ノ瀬 あお いちのせ あお       | こんぱす。Compassを参照                               |
| 3期生  | 櫻 萌音 さくら もね             | 辞退時期不明                                          |
| 3期生  | 島田 莉名 しまだ りな           | 辞退時期不明                                          |
| 3期生  | 小南 まな こなみ まな           | 辞退時期不明                                          |
| 3期生  | 鈴心 かりん すずみ かりん       | 2022年9月加入。担当カラー緑。 こんぱす。Compassを参照 |
| 4期生  | 七瀬 さくら ななせ さくら       | 2023年01月辞退。                                      |

### Copainneこぱんぬ
2023年11月06日 オフィスカメリアタレントチームで結成された。
Copainne は、フランス語で"仲間"を意味する。
| 名前                      | 愛称         | 誕生日                 | カラー | 備考 |
| ------------------------- | ------------ | ---------------------- | ------ | --- |
| 青井 海優 あおい みゆう   | みゆう       | 1998年10月19日（26歳） | 白     | 初期メンバー。 元 くるーず。くるーず現体制終了直後の2023年4月から、オフィスカメリア所属タレントとして活動。               |
| 椎野 ろく しいの ろく     | ろくちゃん   | 2000年11月17日（24歳） |        | 初期メンバー。 元 こんぱす。(初期メンバー)。C.C.C Project2期生。 2022年10月から、オフィスカメリア所属タレントとして復帰。 |
| 御咲 ひなた みさき ひなた | ひなたんぽぽ | 2005年12月16日（19歳） | 黄色   | 初期メンバー。 元 こんぱす。(初期メンバー)。C.C.C Project2期生。 2023年10月から、オフィスカメリア所属タレントとして復帰。 |

### 過去に存在した姉妹ユニット
過去には姉妹グループ『あいみなここな's』『あいみなここな'sももも』『あいももここな's』『Cotton♡Candy』『C-FresH』があった。

#### あいみなここな's
2019年10月30日 大塚みなみ卒業までの約二か月間、期間限定ユニットとして くるーず〜Apprentice のメンバー3名で結成された。

#### あいみなここな'sももも
あいみなここな's に、福田桃子 を加えた場合のユニット呼称として用いられた。

#### あいももここな's
大塚みなみの卒業により、あいみなここな'sももも から改名した。主にくるーずの楽曲と浅草RainboWブリッジ福岡の楽曲を披露した。
| 名前                        | 備考                       |
| --------------------------- | -------------------------- |
| 小桜 あい菜 こざくら あいな | 過去の所属メンバーを参照   |
| 下川 ここな しもかわ ここな | 過去の所属メンバーを参照   |
| 福田 桃子 ふくだ ももこ     | くるーず〜Apprenticeを参照 |

#### Cotton♡Candy
2020年4月5日、福田桃子卒業に伴い、あいももここな's から改名する形で、くるーず〜CRUiSE!の姉妹グループとして結成された。
2021年6月、『白いグラフィティ』MV公開。
2021年9月、小桜あい菜が活動辞退、下川ここなはくるーずの実習生候補生となった。
| 名前                        | 備考                     |
| --------------------------- | ------------------------ |
| 小桜 あい菜 こざくら あいな | 過去の所属メンバーを参照 |
| 下川 ここな しもかわ ここな | 過去の所属メンバーを参照 |

#### C-FresH
2020年11月25日、C.C.C Project 1期メンバー他で、くるーず〜CRUiSE!の姉妹グループとして結成される。
2021年10月、更なるスキルアップを目的に C.C.C Project 2期 に合流した。
| 名前                            | 愛称                                   | 誕生日                                 | 備考                                                                                               |
| ------------------------------- | -------------------------------------- | -------------------------------------- | -------------------------------------------------------------------------------------------------- |
| 白川 夢 しらかわ ゆめ           | ゆめたん                               | 2007年1月13日（18歳）                  | 初期メンバー。C.C.C Project1期生。 2021年10月24日 活動終了。 後に、今日も1日ゆめミ隊。の夏目怜奈。 |
| 華山 じゅりあ はなやま じゅりあ | 初期メンバー。 こんぱす。Compassを参照 | 初期メンバー。 こんぱす。Compassを参照 | 初期メンバー。 こんぱす。Compassを参照                                                             |
| 近藤 美舞 こんどう みそら       | こんぱす。Compassを参照                | こんぱす。Compassを参照                | こんぱす。Compassを参照                                                                            |
| 倉田 紗奈 くらた さな           | 辞退時期不明                           | 辞退時期不明                           | 辞退時期不明                                                                                       |

## 作品
※順位はオリコンランキング最高位。